# La nostra storia - 25 anni con la Nazionale Italiana Cantanti
La nostra storia - 25 anni con la Nazionale Italiana Cantanti è stato un programma televisivo italiano trasmesso in prima serata su Rai 1 il 4 maggio 2006, con la conduzione di Gianni Morandi con Pupo ed Enrico Ruggeri.

## Il programma
La trasmissione consisteva in un evento con più di quaranta artisti, guidati dalla conduzione di Gianni Morandi, Pupo ed Enrico Ruggeri e dalla musica di Paolo Belli, trasmesso dal Teatro delle Vittorie in Roma per festeggiare il venticinquesimo anniversario dalla nascita della Nazionale italiana cantanti. Molti gli ospiti: tra gli altri, Claudio Baglioni, Fabrizio Frizzi, Mara Venier, Bruno Vespa, Rita Levi-Montalcini, Eros Ramazzotti, Sandro Mazzola ed Umberto Tozzi, che con Gianni Morandi ed Enrico Ruggeri ha riproposto il successo sanremese Si può dare di più. Sono coinvolti nel programma anche i politici Clemente Mastella e Roberto Maroni per ricordare la Partita del cuore del 1996 contro la squadra Politici, quando il segretario del Partito Democratico della Sinistra Massimo D'Alema segnò un goal ed il presidente di Alleanza Nazionale Gianfranco Fini lo applaudì.
La scenografia, realizzata da Luigi Dell'Aglio, era formata da un campo di calcio al centro di una curva di uno stadio a due tribune con il pubblico e la Big Band di Paolo Belli.